# Плависте
Плависте (воно ж і Плавистий)  — хутір (село) на Полтавщині, зник у зв'язку із затопленням водами Кременчуцького водосховища наприкінці 1950-х років.

## З історії
За Гетьманщини, хутір Плавистий входив до складу Чигирин-Дібровської сотні Лубенського полку. Станом на 1781 рік було у власності сотника Булюбаша, у хуторі тоді було 8 хат. 
З ліквідацією сотенного устрою хутір перейшов до складу Градизького повіту Київського намісництва.
Від початку ХІХ ст. Плависте вже у складі Золотоніського повіту Полтавської губернії.
Селище є на мапі 1812 року.
У 1862 році у володарському селищі Плависта було 14 дворів де жило 89 осіб (44 чоловичої та 45 жиночої статі).
За радянського часу, разом із селом Морозівка, хуторами Малярівка та Пугачівка, хутір Плависте увійшов до Морозівської сільської ради Градизького району Полтавської області. 
Наприкінці 1950-х років Плависте, як і багато інших навколишніх сіл, було затоплено водами Кременчуцького водосховища.